# Club Deportivo Luis Ángel Firpo
Club Deportivo Luis Ángel Firpo é um clube de futebol de El Salvador, que atualmente compete no Campeonato Salvadorenho de Futebol.

## Títulos
- Campeonato Salvadorenho de Futebol: 10 
1988–89, 1990–91, 1991–92, 1992–93, 1997–98, Clausura 1999, Clausura 2000, Apertura 2007, Clausura 2008, Clausura 2013